# Anathallis sertularioides
Anathallis sertularioides är en orkidéart som först beskrevs av Olof Swartz, och fick sitt nu gällande namn av Alec M. Pridgeon och Mark W. Chase. Anathallis sertularioides ingår i släktet Anathallis och familjen orkidéer. Inga underarter finns listade i Catalogue of Life.